# Ryan Budds
Ryan Budds ist ein US-amerikanischer Schauspieler, Filmproduzent, Moderator und Komiker.

## Leben
Budds studierte von 2005 bis 2008 an der Western Illinois University Englisch und Literatur und erlangte seinen Bachelor of Arts. Er debütierte 2012 im Fernsehfilm Life Support als Schauspieler, für den er auch als Produzent fungierte. Es folgten 2013 Episodenrollen in den Fernsehserien How I Met Your Mother und Rules of Engagement sowie eine Nebenrolle im Tierhorrorfernsehfilm Sharknado – Genug gesagt!. 2014 war er im Katastrophenfilm Airplane vs. Volcano in der Rolle des Private Thatch zu sehen. Ab demselben Jahr bis 2017 produzierte er 57 Episoden der Fernsehserie Ridiculousness. Zwischen 2016 und 2017 fungierte er in 40 Episoden der Fernsehserie Crashletes als Produzent. 2018 stellte er im Film Jurassic Galaxy die männliche Hauptrolle des Corrigan dar. Im selben Jahr verkörperte er die Rolle eines Nachrichtensprechers in Hornet – Beschützer der Erde.

## Filmografie (Auswahl)

### Schauspiel
- 2012: Life Support (Fernsehfilm)
- 2013: How I Met Your Mother (Fernsehserie, Episode 8x14)
- 2013: Sharknado – Genug gesagt! (Sharknado, Fernsehfilm)
- 2013: Rules of Engagement (Fernsehserie, Episode 7x04)
- 2013: Artistic License (Kurzfilm)
- 2013: 13/13/13
- 2014: Airplane vs. Volcano
- 2014: Chasing Life (Fernsehserie, Episode 1x04)
- 2015: 10 Worst Things (Miniserie)
- 2015: The One Night Stand with Rob Corddry (Kurzfilm)
- 2016: MiddleMan
- 2018: Dirtbags (Fernsehserie)
- 2018: Jurassic Galaxy
- 2018: Hornet – Beschützer der Erde (Hornet)

### Produktion
- 2012: Life Support (Fernsehfilm)
- 2014–2017: Ridiculousness (Fernsehserie, 57 Episoden)
- 2016–2017: Crashletes (Fernsehserie, 40 Episoden)